# Antichi villaggi della Siria settentrionale

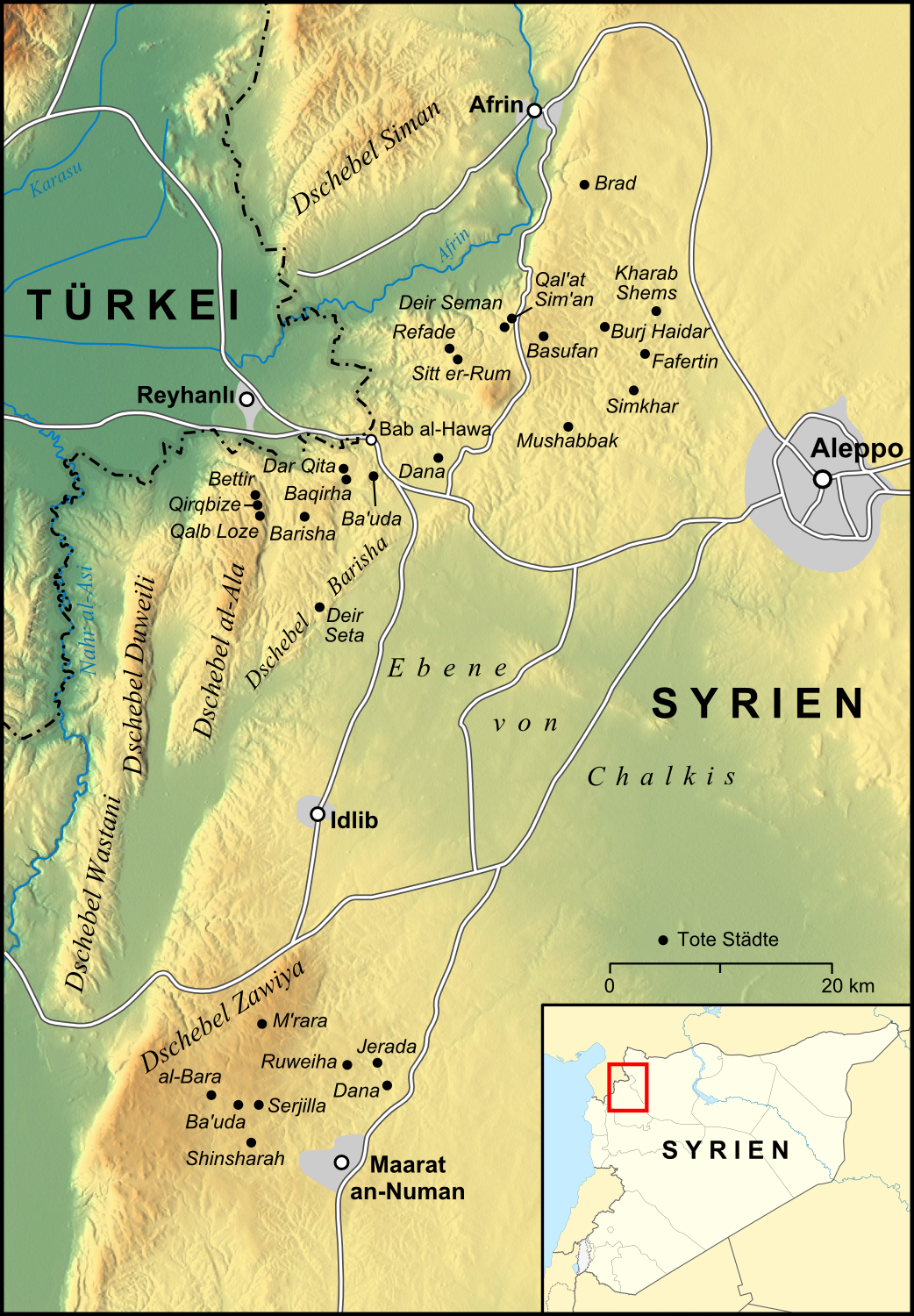
Mappa di alcuni antichi villaggi della Siria settentrionale

Gli Antichi villaggi della Siria settentrionale o Città Morte (in arabo: المدن الميتة) o Città Dimenticate (in arabo: المدن المنسية) sono un gruppo di 700 insediamenti abbandonati nel nord-ovest della Siria, tra Aleppo e Idlib. Circa 40 villaggi raggruppati in otto parchi archeologici situati nel nord-ovest della Siria offrono uno spaccato della vita rurale nella tarda antichità del periodo romano e durante il periodo bizantino. 
Il periodo di massimo splendore degli insediamenti iniziò nel IV secolo d.C. e si basava sulla coltivazione e la commercializzazione di olive, vino e grano. I proprietari terrieri di lingua greca investirono i proventi dell'ordine sociale prevalentemente feudale in ville magnificamente progettate, edifici pubblici e, soprattutto, in chiese solidamente murate in pietra calcarea. La maggior parte degli abitanti si convertì al cristianesimo nel IV secolo. All'inizio del VII secolo, ancor prima della conquista araba, iniziò il declino economico per ragioni sulle quali ci sono solo congetture. Nei due secoli successivi, i villaggi furono progressivamente abbandonati.
Gli insediamenti presentano i resti architettonici ben conservati di edifici come abitazioni, templi pagani, chiese, cisterne e stabilimenti balneari. Importanti città morte includono la Chiesa di San Simeone Stilita (il primo asceta cristiano, visse e morì nel 459), Dahis, Serjilla, Ruweiha e al Bara. Le Città Morte sono situate in un'area elevata di calcare nota come "Massiccio Calcareo". Questi antichi insediamenti coprono un'area di 20-40 km di larghezza e circa 140 km di lunghezza. Il Massiccio comprende tre gruppi di altopiani: il primo è il gruppo settentrionale del Monte Simeone e del Monte Kurd; il secondo gruppo intermedio è il gruppo dei Monti Harim; il terzo gruppo meridionale è il gruppo del monte Zawiya. 
Dal 2011 gli insediamenti sono inseriti nell'elenco dei Patrimoni dell'umanità dell'UNESCO. Nello stesso anno è scoppiata la guerra civile siriana, che ha portato nel 2013 all'aggiunta del sito alla lista del patrimonio mondiale in pericolo. Durante questo conflitto, la maggior parte dei villaggi subì distruzioni e saccheggi, e furono gradualmente rioccupati da molti sfollati.

## Storia

### Origine
"Città morte" è un termine coniato da Joseph Mattern dopo un viaggio alla fine degli anni '30. I primi circa 700 insediamenti (un altro conteggio arriva a 820), furono costruiti e abitati nel periodo dal I al VII secolo. Gli edifici più antichi sono stati tramandati solo attraverso iscrizioni e piccoli resti. Dalla prima invasione dei Sasanidi nel 573 sotto Cosroe I nelle regioni rurali del massiccio calcareo, gli abitanti furono in grado di riprendersi parzialmente. Anche durante le conquiste persiane e arabe delle province orientali romane nella prima metà del VII secolo, i villaggi non furono distrutti. A questo seguì un graduale esodo dei cristiani, che durò per diverse generazioni e le cui ragioni non sono certe. Nell'VIII secolo, la maggior parte dei villaggi furono abbandonati e solo pochi erano ancora abitati fino al X secolo.

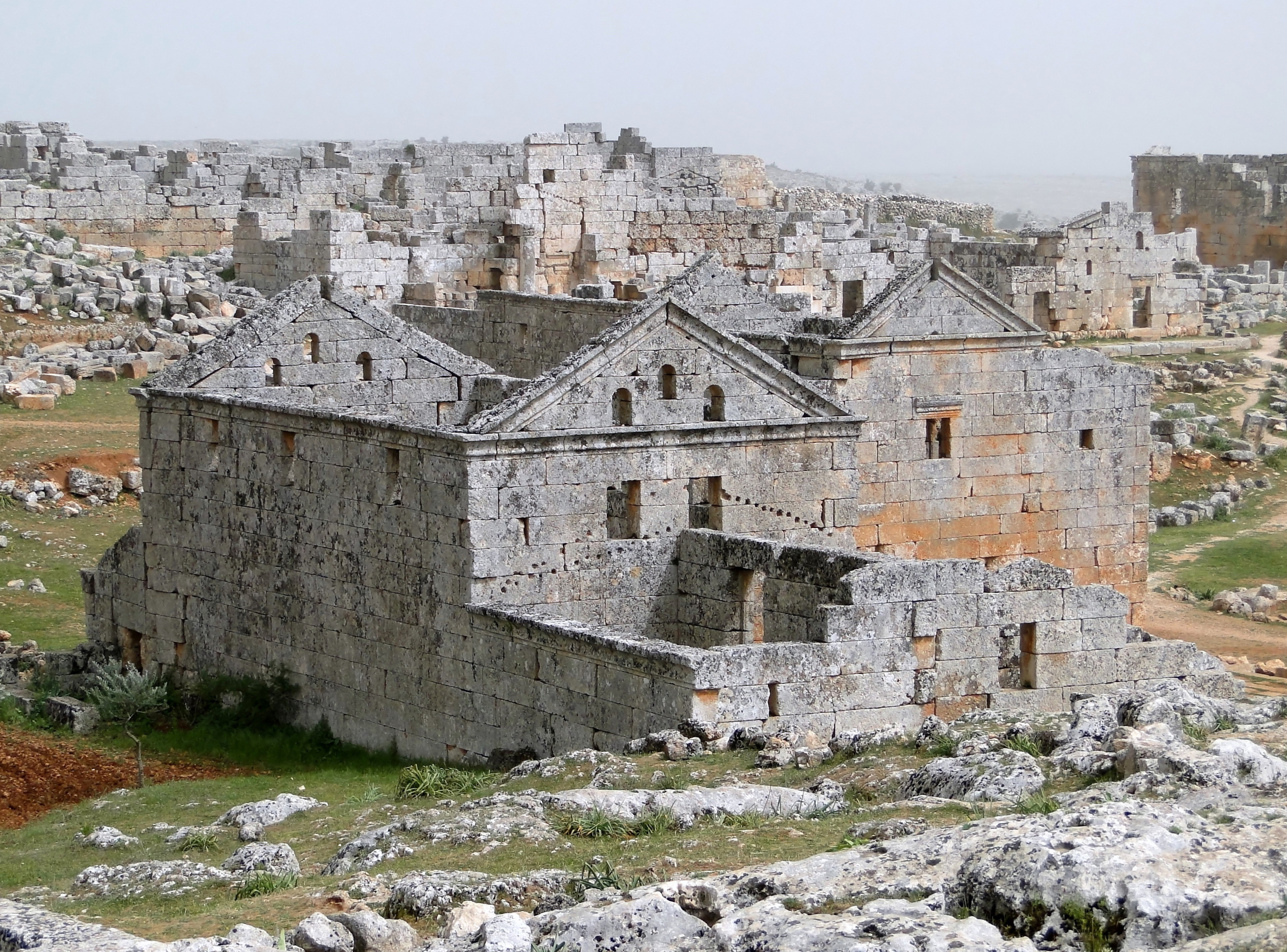
Veduta di Serjilla.

Durante l'antichità, la regione in cui si trovavano i villaggi confinava a sud-ovest con le città di Antiochia, sull'Oronte e Apamea; a nord da Cirro, a est da Aleppo. Antiochia e Apamea sono rispettivamente le capitali amministrative del nord (Siria Prima) e del sud della regione (Siria Secunda). Nel Massiccio Calcareo, solo tre siti possono essere considerati città in epoca romana: Al-Bara (Kapropera), la più grande, Deir Seman (Telanissos), un centro religioso e di pellegrinaggio vicino al monastero di Simeone, e Brad (Kaprobarada), il centro amministrativo di Jebel Sem'ān, che raggiunse il suo apice nel VI secolo. Gli altri insediamenti, i villaggi più piccoli, hanno spesso una o due chiese, o si trovano vicino a un monastero. I Romani diedero a questa regione e a tutto il Massiccio Calcareo il nome di Belus.
I resti più antichi risalgono al I secolo, in particolare le iscrizioni ritrovate a Refade, che risalgono agli anni 73-74. Trentacinque iscrizioni sono state datate tra il I e il III secolo. La maggior parte di essi sono scritti in greco, alcuni in siriaco.
La più antica iscrizione cristiana risale al 326-327. Verso la metà del IV secolo, la città di Antiochia era diventata prevalentemente cristiana, ma nelle zone rurali i culti pagani romani e greci persistettero fino alla fine del IV secolo, quando l'imperatore Teodosio ordinò la distruzione dei templi pagani. Chiese cristiane furono poi erette sul sito degli antichi templi.

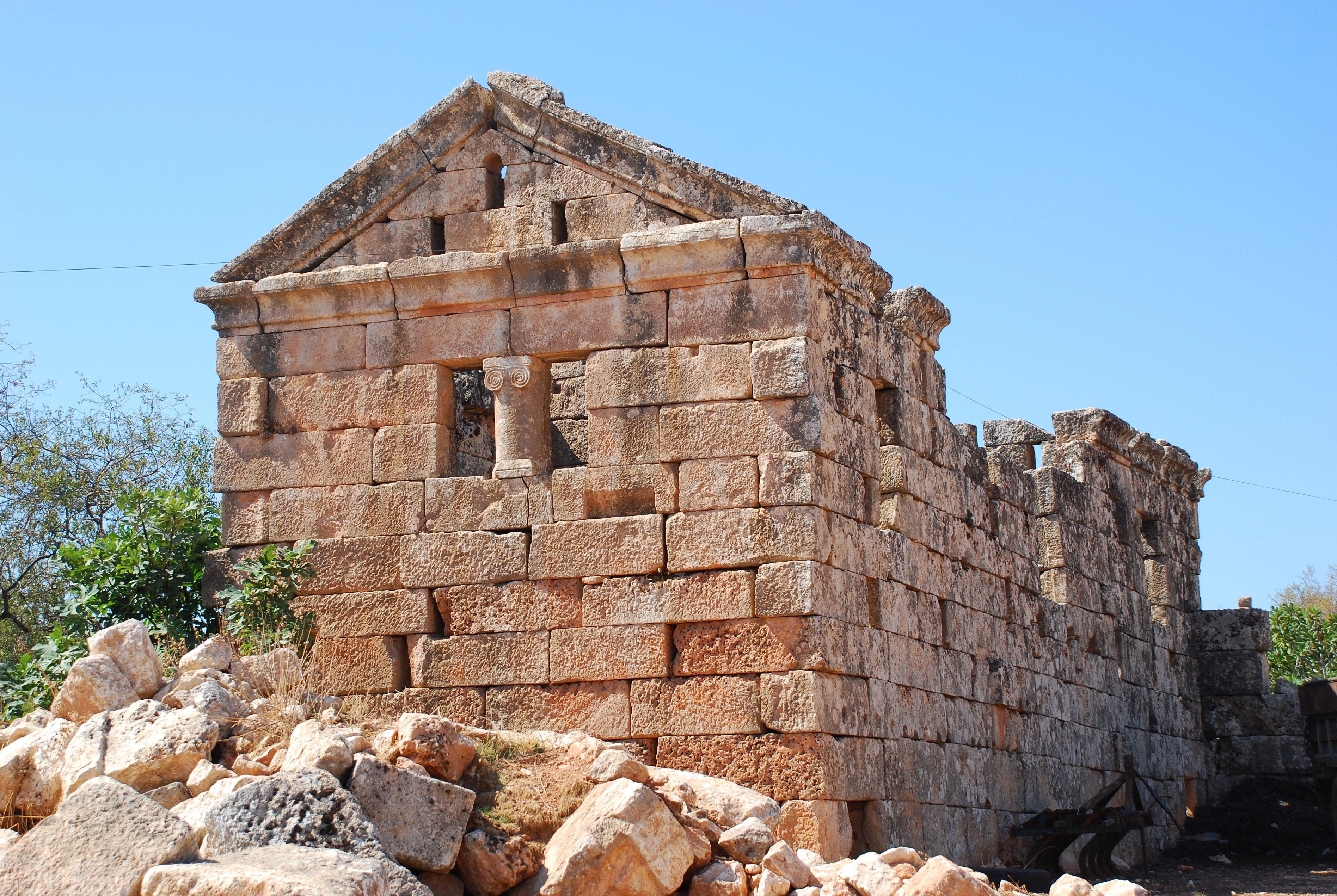
Casa a Jarada nella regione di Jebel Zawiye.

Tra il 250 e il 300 l'architettura locale si impoverisce, fenomeno senza dubbio legato a disordini esterni: da un lato, la presa di Antiochia da parte dei Persiani sasanidi nel 256 potrebbe aver colpito indirettamente le aree rurali. È anche possibile che un'epidemia di peste abbia devastato la regione per circa quindici anni. A questo periodo di decadenza seguì, a partire dal IV secolo, una rinascita dei villaggi rurali, che conobbero una nuova espansione che raggiunse presto il loro apice, la stragrande maggioranza dei resti è datata tra il IV e il VII secolo.

### Storia della ricerca
Il buono stato di conservazione di molti villaggi ha suscitato stupore quando sono stati riscoperti nel XIX secolo. Nel 1903, ad esempio, il teologo americano Thomas Joseph Shanan intitolò il capitolo pertinente della sua storia del cristianesimo primitivo "Una Pompei cristiana".

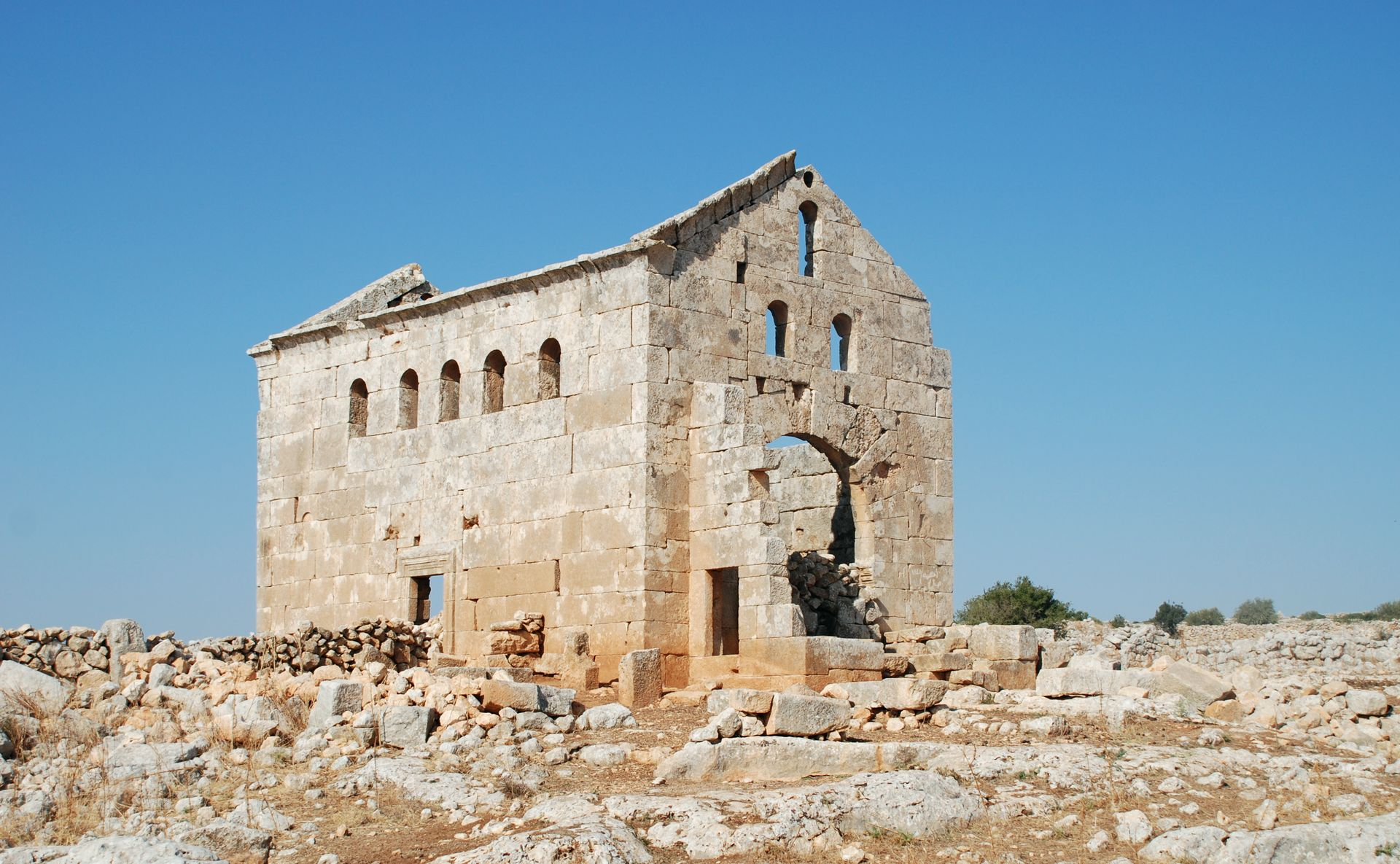
Sitt er-Rum. Chiesa monastica indipendente a navata unica del IV secolo. Vista da sud-est. L'arco a tutto sesto costituiva il passaggio all'abside rettangolare, che era scomparsa tranne che per un resto del muro.

Le prime indagini scientifiche sulle rovine furono condotte nel 1860 da Melchior de Vogüé, che in seguito divenne ambasciatore francese a Costantinopoli. Furono pubblicati dal 1865 al 1877 insieme ai disegni del suo architetto Edmond Duthoit. Dal 1899 al 1900, Howard Crosby Butler intraprese un'indagine dettagliata del materiale durante una spedizione per conto dell'Università di Princeton; la ricerca fu pubblicata nel 1903. Un risultato riassuntivo dei suoi ulteriori viaggi nel 1905 e nel 1909 fu pubblicato solo postumo nel 1929. L'architetto Georges Tchalenko restaurò il monastero di Simeon a partire dal 1935 e pubblicò a Parigi dal 1953 al 1958 "Villages antiques de la Syrie du Nord I-III", in cui presentò uno sviluppo storico degli insediamenti sulla base di una monocoltura dell'olivo. Negli anni '70 e '80, l'Istituto archeologico francese ha effettuato scavi a Damasco. Sotto la direzione di Georges Tate e Jean-Pierre Sodini, sono stati effettuati scavi a Dehes e successive indagini in altri 45 siti. Tate scelse Dēhes come esempio di un grande insediamento senza caratteristiche speciali per ricercare le condizioni sociali ed economiche delle Città Morte.
Christine Strube ha lavorato dal 1977 al 1993 sull'architettura e la decorazione architettonica e ha specificato le date degli edifici ecclesiastici attraverso confronti stilistici.

### Economia antica

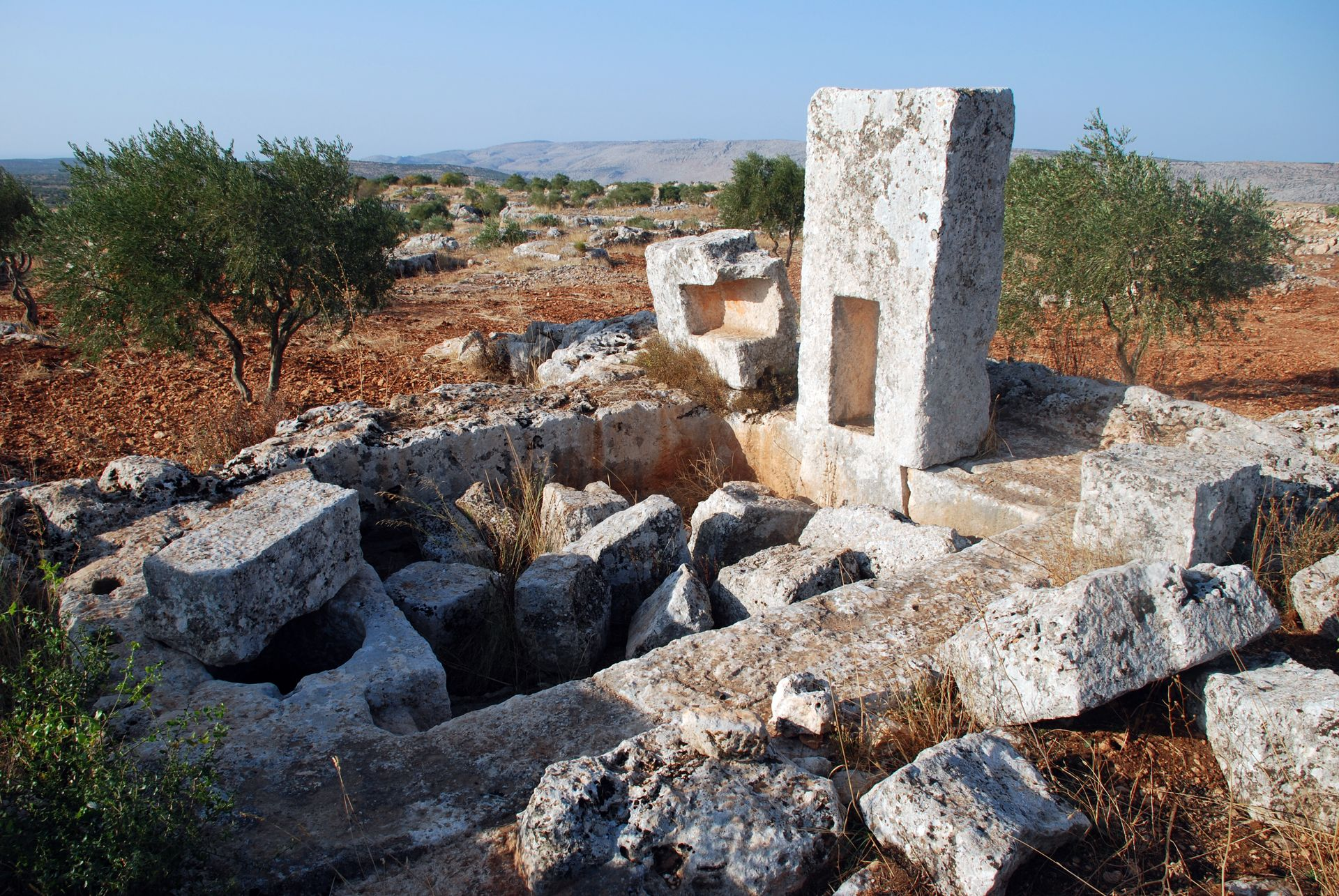
Frantoio a Barischa. Le olive venivano frantumate nella grande vasca. La pietra verticale a destra serviva da spalla per la trave di legno, con la quale il peso della pietra poteva essere abbassato per premere nel foro sul fronte sinistro.

Centinaia di frantoi sono stati conservati del primo periodo bizantino. Gli uliveti erano piantati in monocoltura e rappresentavano il sostentamento dei villaggi. Il ricavato veniva devoluto al commercio delle carovane o venduto nelle città più vicine. In misura minore, gli abitanti del villaggio praticavano anche la viticoltura, almeno sul Jebel Zawiye nel sud. Cereali e ortaggi crescevano nelle pianure, come si evince da alcune iscrizioni. Gli abbeveratoi in pietra, che sono stati conservati in gran numero nelle case, indicano l'allevamento di mucche, pecore e cavalli. Un'altra fonte di reddito per i luoghi situati sulle strade di collegamento tra la valle dell'Oronte e l'interno orientale era la partecipazione al commercio a lunga distanza. Nel V secolo, il turismo di pellegrinaggio fu aggiunto come fattore economico per numerose chiese e monasteri, soprattutto nel nord.
Gli abitanti erano costituiti da proprietari terrieri, affittuari e lavoratori agricoli impiegati. I feudatari vivevano spesso in città, i loro possedimenti (epoikia) si trovavano principalmente vicino alle grandi città ed erano coltivati da agricoltori dipendenti. I Komai, invece, erano villaggi che si trovavano più nell'entroterra e la cui terra era lavorata da agricoltori liberi che pagavano le tasse.  Parti del paese furono affittate a funzionari e soldati per servizi speciali. Esisteva una forma speciale di contratto tra proprietari terrieri e agricoltori, in cui l'affittuario si impegnava a lavorare nei campi o negli uliveti per un periodo contrattuale di diversi anni e in cambio riceveva metà della superficie coltivata come proprietà dopo la scadenza del tempo stabilito (nel caso delle olive fino alla prima maturazione del raccolto). I grandi possedimenti furono così divisi in appezzamenti più piccoli e questi furono contrassegnati da una rete di file di pietre.
La frangitura delle olive avveniva in una prima fase da rulli di pietra che venivano spostati in vasche di roccia. Successivamente la polpa delle olive veniva pressata con pesi di pietra attaccati a lunghi pali di legno. I frantoi appartenevano a singole case, le più grandi di queste costruzioni, che pesavano diverse tonnellate, venivano utilizzate congiuntamente. La raccolta delle olive in ottobre e novembre e la successiva trasformazione in olio erano laboriose e richiedevano la collaborazione di tutta la popolazione. Per la coltivazione dell'olivo erano necessari dai quattro ai cinque mesi di lavoro all'anno. L'impianto di oliveti ha reso necessario per gli agricoltori ottenere un finanziamento temporaneo a causa del lungo periodo di 12-15 anni dalla semina al primo raccolto. Il gran numero di frantoi trovati mostra l'antica ricchezza dei villaggi. Ci sono 56 frantoi conosciuti a Jebel Siman, 157 nella regione centrale e 36 a Jebel Zavyye.

### L'abbandono degli insediamenti
Diverse ipotesi sono state fatte sulle ragioni del declino economico e della quasi completa emigrazione della popolazione entro il X secolo. L'idea diffusa da de Vogüé negli anni '60 dell'Ottocento di una società colta e composta da nobili terrieri, che comandava un esercito di schiavi nei campi e infine fuggiva dalla peste degli invasori islamici, cedette solo dopo la constatazione, intorno al 1900, che molti luoghi della regione centrale erano ancora abitati nell'VIII secolo. Butler incolpò i cambiamenti ambientali, come il degrado del suolo. A metà del XX secolo, Tchalenko vide una società più differenziata socialmente ed economicamente, in cui si era verificata una graduale frammentazione delle grandi proprietà terriere in piccole fattorie. Secondo Tchalenko, il declino economico iniziò all'inizio del VII secolo, quando il commercio verso l'ovest fu interrotto dall'occupazione persiana. Fino ad allora, la maggior parte dell'olio d'oliva veniva portato al porto di Antiochia ed esportato ulteriormente nella regione mediterranea.
La domanda di olio d'oliva potrebbe anche essere diminuita perché l'olio è stato sostituito dalla cera come combustibile per lampade. Di conseguenza, non ci sarebbe stato più un potere d'acquisto sufficiente dalle esportazioni di petrolio per l'importazione necessaria di beni di consumo quotidiano. Ciò è contraddetto dal fatto che l'esportazione di olio d'oliva era solo una delle fonti di reddito e che l'autosufficienza attraverso la coltivazione di cereali, vino e frutta, nonché l'allevamento del bestiame, era anche di importanza economica. Non è chiaro perché la popolazione non abbia avuto l'opportunità di continuare ad esistere come autosufficiente in misura più modesta in epoca araba. Forse non voleva farlo perché nelle pianure più a est, precedentemente dilaniate dalla guerra e spopolate, si erano resi disponibili terreni agricoli, dove ora venivano offerte condizioni di vita più semplici.
Andando oltre Tchalenko e in contraddizione con de Vogüé, Georges Tate descriveva solo piccole case di semplici contadini e gli insediamenti come una comunità di lavoratori auto-organizzati. Le grandi "ville" erano case coloniche condivise da famiglie numerose. Riteneva che le ragioni economiche legate al degrado ecologico siano state decisive per lasciare la regione. Nel senso della teoria di Malthus della trappola della popolazione, egli vedeva l'eccessiva crescita della popolazione che portava al declino con un simultaneo degrado del suolo.

## La struttura dei villaggi
A differenza delle città romane sistematiche e rettangolari, i villaggi nel massiccio calcareo sono cresciuti a casaccio e non mostrano una struttura ordinata. Non esistevano luoghi di aggregazione urbana come l'agorà, l'anfiteatro o l'ippodromo. La maggior parte degli edifici erano edifici residenziali, che spesso differivano dagli edifici pubblici solo per singoli elementi decorativi. Le risorse finanziarie del cliente sono state determinanti per la qualità della muratura e la selezione degli elementi della forma. La produzione di colonne tonde monolitiche sul lato dell'ingresso richiedeva un tempo di lavoro notevolmente maggiore rispetto ai pali quadrati. Lo stesso vale per le rivelazioni a volte in rilievo della porta d'ingresso. Tutti gli edifici erano realizzati in pietra calcarea più o meno accuratamente unita, mattoni senza fughe e per lo più coperti da un tetto a due falde in travi di legno con tegole. I muri delle prime case erano costituiti da conci irregolari in muratura doppia, nel V e VI secolo le case erano costituite principalmente da semplici murature ortogonali con strati orizzontali uniformi e risultavano quindi meglio conservate.

### Edifici residenziali

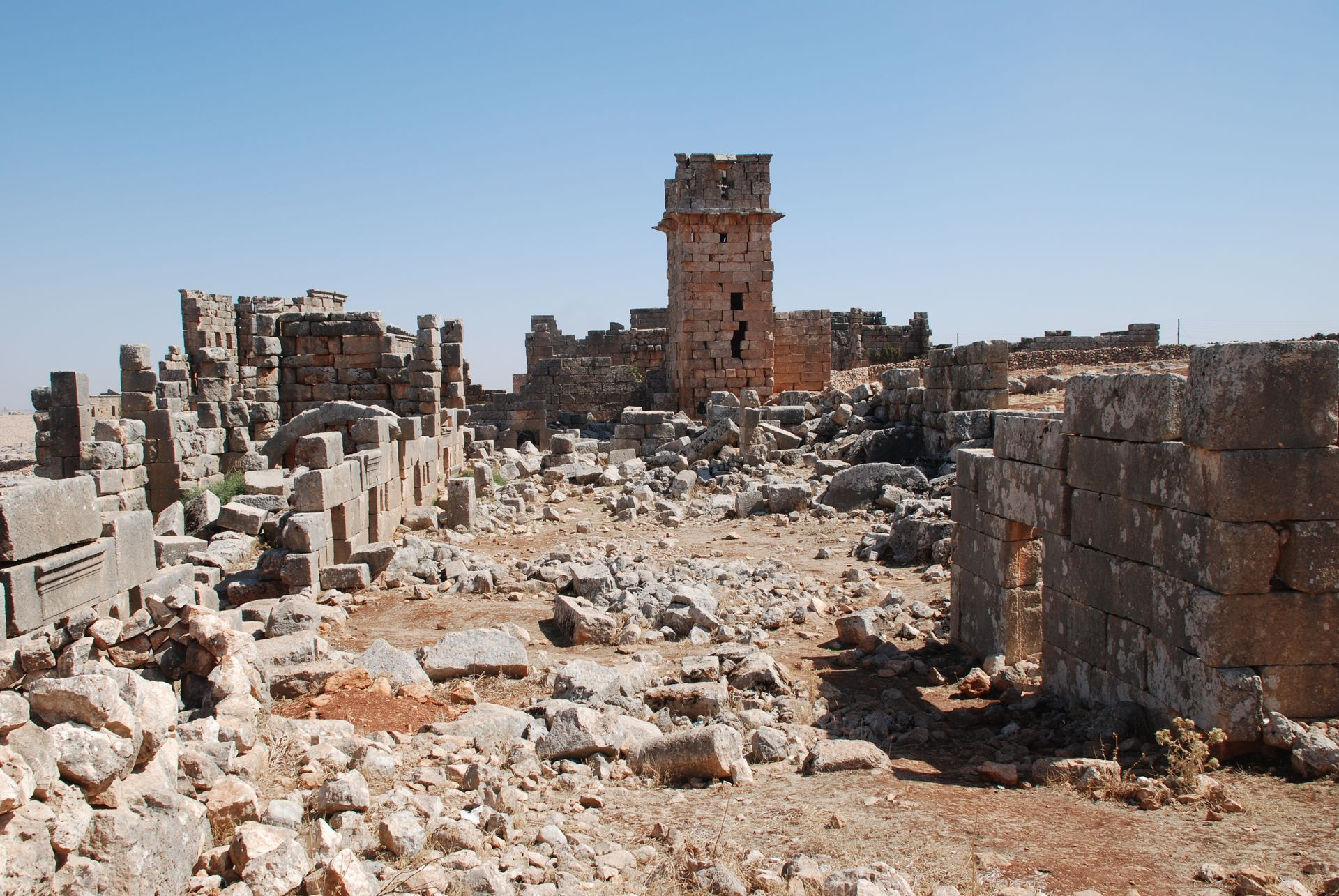
Jerada nella zona di Jebel Zawiye.

Le semplici forme di base degli edifici residenziali sono state ripetute per un lungo periodo di tempo. Le case erano a due piani, in alcuni casi eccezionali a tre piani e rettangolari allungate in direzione est-ovest. Avevano un tetto a due falde in legno. Sul lato d'ingresso a sud c'era un portico aperto, che era sostenuto da pilastri, colonne o dalla combinazione di pilastri al piano terra e colonne al piano superiore. Il tipo di case dei villaggi differiva fondamentalmente dalle case a peristilio delle città siriane settentrionali. C'erano spesso stalle per il bestiame al piano terra, alloggi al piano superiore. Le case di solito avevano da due a sei stanze, raramente e solo nel sud fino a 13 stanze. L'edificio residenziale faceva parte di un complesso e sorgeva al centro di un cortile circondato da un alto muro e lungo i cui muri esterni si estendevano annessi più semplici. Il cancello del cortile poteva essere semplice o avere un carattere rappresentativo.
Nella pianta e nella decorazione, le case residenziali sono difficilmente distinguibili dalle case comunitarie (Andron). Gli Andron occupavano una posizione centrale all'interno del villaggio e non erano circondati dalla loro fattoria. Al piano superiore c'era una grande sala che veniva utilizzata per riunioni di ogni tipo. Altri edifici comuni che esistevano in alcuni villaggi erano alloggi per i viaggiatori (xenodocheia), locande (pandocheia) e bagni pubblici (terme). Il design ornamentale degli edifici residenziali, in particolare i capitelli delle colonne, seguì lo sviluppo dell'edilizia religiosa. In alcuni edifici secolari, la struttura delle superfici murarie esterne è stata adottata anche da fasce di profili provenienti da modelli di chiese. I migliori esempi della struttura della facciata delle case signorili si trovano a Serjilla e su tre edifici a Dalloza. Entrambi i luoghi si trovano nel Jebel Zawiye.
La funzione delle numerose case torri sopravvissute non è stata ancora completamente chiarita. Erano estensioni delle case all'interno dei villaggi, come a Jerada, modellavano il lato ovest delle chiese come un complesso di due torri o si trovavano all'esterno nei campi. Avrebbero potuto servire come magazzino o per la sorveglianza. Le torri autoportanti nelle remote montagne, dove gli attacchi dei nomadi erano rari, potrebbero anche essere state rifugi per eremiti e monaci. Questo sarebbe concepibile per la torre di Refade nelle vicinanze del culto stilita di Simeone.

### Edifici religiosi
Secondo i ritrovamenti archeologici, le prime funzioni cristiane nel massiccio calcareo si tennero nel III secolo a Qirqbize (vicino a Qalb Loze all'altezza di Jebel il-Ala) in un soggiorno rettangolare trasformato in una chiesa domestica. La forma di base della casa di abitazione romana si sviluppò inizialmente in edifici ecclesiastici disadorni a una e tre navate. Come le case private, si inserivano nella tradizione dell'architettura ellenistica con il loro piano edilizio e successivamente il loro design ornamentale e non seguivano la tradizione bizantina dello spazio a cupola. La chiesa più antica della regione si trovava a Fafertin (nel Jebel Siman). Sopra il portale meridionale orientale c'era un'iscrizione greca con l'anno 372.
La maggior parte degli edifici ecclesiastici sopravvissuti dalla fine del IV secolo in poi erano a un piano, solo pochi avevano una galleria. Secondo il diritto canonico, l'orientamento del santuario verso est era prescritto. Le più diffuse erano le basiliche a tre navate, di cui se ne conoscono oltre un centinaio. Le prime chiese a navata unica di Jebel il-Ala assomigliavano ancora a semplici case a capanna. Il primo grande architetto menzionato nelle iscrizioni di fondazione fu Markianos Kyris. Nei primi due decenni del V secolo, fu responsabile di quattro edifici ecclesiastici in luoghi vicini sul versante settentrionale del Jebel Barisha. I suoi edifici in uno stile semplice e chiaro includono la Chiesa orientale di Babisqa (portale del cortile del 390, chiesa completata nel 401) e la Chiesa di Paolo e Mosè a Dar Qita del 418; altre iscrizioni con il suo nome non sono datate. Si trovano presso la Chiesa Orientale di Ksedjbeh e la Chiesa di Qasr il-Benat (Qaşr el-Banāt, 432). L'iscrizione di quest'ultima chiesa, completata da un successore, mostra che fu costruita da Markianos Kyris "secondo un voto" e che lui fu sepolto nell'abside. È un segno della grande venerazione di cui godeva il capomastro, poiché i luoghi di sepoltura si trovavano raramente all'interno delle chiese.
La più antica (e allo stesso tempo molto ben conservata) basilica a portici di Qalb Loze su Jebel il-Ala risale alla metà del V secolo. Questo particolare stile architettonico della chiesa siriana ha prodotto campate di oltre dieci metri tra le arcate al di fuori del massiccio calcareo. La più grande spaziatura tra le colonne è stata trovata nella basilica nel cortile del tempio di Baalbek, che non esiste più, e nella Basilica A nel sito di pellegrinaggio siriano orientale di Resafa. L'unica basilica a portici larghi nel sud fu costruita intorno al 500 a Ruweiha. La chiesa settentrionale di Ruweiha (Chiesa dei Bizzos), in cui pilastri massicci e tozzi sostenevano le alte pareti della navata centrale al posto delle esili colonne, non fu imitata nella regione.
Molto spesso, l'aggiunta di ambienti laterali all'abside semicircolare è stata presa dalla costruzione del tempio romano, in modo che l'abside fosse racchiusa all'interno dell'edificio e non potesse essere vista dall'esterno. La parete est era diritta all'esterno. Come per gli edifici residenziali, gli ingressi erano sul lato lungo meridionale, il timpano ovest era chiuso a causa dell'influenza dell'architettura delle case nelle chiese nei massicci calcarei centrali e settentrionali. Fu solo nel V secolo che riuscì ad avere una porta. A sud, la facciata ovest delle prime chiese era aperta anche da un'ampia porta. Come stile architettonico regionale, le basiliche a navata unica furono aggiunte nel V e VI secolo. Nella seconda metà del V secolo, questa a sua volta si sviluppò in chiese a tre navate con un presbiterio rettangolare al posto dell'abside. L'ultima chiesa datata di quest'epoca nel nord della Siria e allo stesso tempo una delle ultime in Siria fu la chiesa di San Sergio a Babisqa del 609/610.
La maggior parte delle chiese con presbiterio rettangolare si trovavano nell'area di Jebel Barisha e, occasionalmente, in altre aree del nord. Probabilmente erano sviluppi del VI secolo solo per le piccole chiese di villaggio. Tutte queste chiese avevano un semplice tetto a falde costituito da una costruzione in legno sulla parete est sopra il presbiterio. Questo tipo di edificio comprende la chiesa occidentale di Baqirha (con l'iscrizione 501), la chiesa orientale del 546, la chiesa di Hirbet Hasan (Khirbit Hasan, 507) e le chiese sergios di Dar Qita (537) e Babisqa. Inoltre, ci sono tre ampie basiliche porticate.
La forma speciale più sofisticata di abside della chiesa proviene dalla chiesa di pellegrinaggio di Qalb Loze. L'abside, altrimenti invisibile o poco appariscente dall'esterno, sporge ora semicircolare dalla parete ed è accentuata da colonne poste su un davanzale circonferenziale davanti alla parete absidale. Qalb Loze è il precursore di Qalʿat Simʿan, che fu costruito un po' più tardi, verso la fine del V secolo. Questo edificio ecclesiastico più importante della Siria settentrionale continuò inizialmente a lavorare alla chiesa di Foca a Basufan, completata nel 491/492, che aveva anche tre colonne a due piani, circondate da una parete absidale semicircolare. Anche la chiesa del monastero di Deir Turmanin aveva un'abside con colonne, anche se l'abside pentagonale si trovava tra le stanze laterali che sporgevano dai lati, come a Basufan.
A Deir Turmanin (dieci chilometri a sud di Deir Seman), Qalb Loze e presso la chiesa Bizzos di Ruweiha, si trovano le uniche facciate d'ingresso a doppia torre nell'area delle Città Morte. Due torri angolari, insieme a uno stretto portico (nartece) in mezzo, che sovrastava le navate laterali delle basiliche rappresentative sul timpano occidentale, avevano lo scopo di enfatizzare il portale principale dietro un ampio arco a tutto sesto. Le torri gemelle delle chiese sono un nuovo design, che nella regione risale alla casa a corte ittita Hilani e che si può trovare anche su alcune facciate di templi e palazzi in Siria durante il periodo ellenistico. Lo sviluppo di questo tipo di facciata continua sino allo stile romanico europeo.
Sarcofagi nella più grande delle due tombe piramidali di al-Bara

## Elenco dei siti[24]
| Serial ID Number | Nome                        | Località      | Coordinate            | Area (Ha) | Zona di cuscinetto (Ha) |
| ---------------- | --------------------------- | ------------- | --------------------- | --------- | ----------------------- |
| 1348-001         | JebelSem'an1 [Qal'atSem'an] | Qal'at Sim'an | 36°20′03″N 36°50′39″E | 3700      | --                      |
| 1348-002         | JebelSem'an2                | Kafr Nabo     | 36°21′36″N 36°54′29″E | 2760      | --                      |
| 1348-003         | JebelSem'an3                | Sinkhar       | 36°17′51″N 36°54′29″E | 380       | --                      |
| 1348-004         | JebelZawiyé1                | Ba’uda        | 35°40′11″N 36°34′07″E | 3200      | --                      |
| 1348-005         | JebelZawiyé2                | Rouweiha      | 35°44′18″N 36°41′43″E | 530       | --                      |
| 1348-006         | Jebelal-A'la                | Qalb Lozeh    | 36°10′09″N 36°34′51″E | 460       | --                      |
| 1348-007         | JebelBarisha                | Deirouné      | 36°12′38″N 36°39′35″E | 580       | --                      |
| 1348-008         | JebelWastani                | Kafr Aqareb   | 36°02′03″N 36°26′26″E | 680       | --                      |

Molti altri siti e città morte della zona sono situati a varie distanze nei dintorni di Aleppo e Idlib: Serjilla, Bara, la chiesa bizantina di Baqirha, la chiesa Deir Mishmish, il monastero di Benastur, le chiese di Deir Amman, l'insediamento di Sargible, chiesa e monastero di Tell A'de e altri antichi insediamenti rinvenuti nella regione Jabal Halaqa.

## Galleria d'immagini

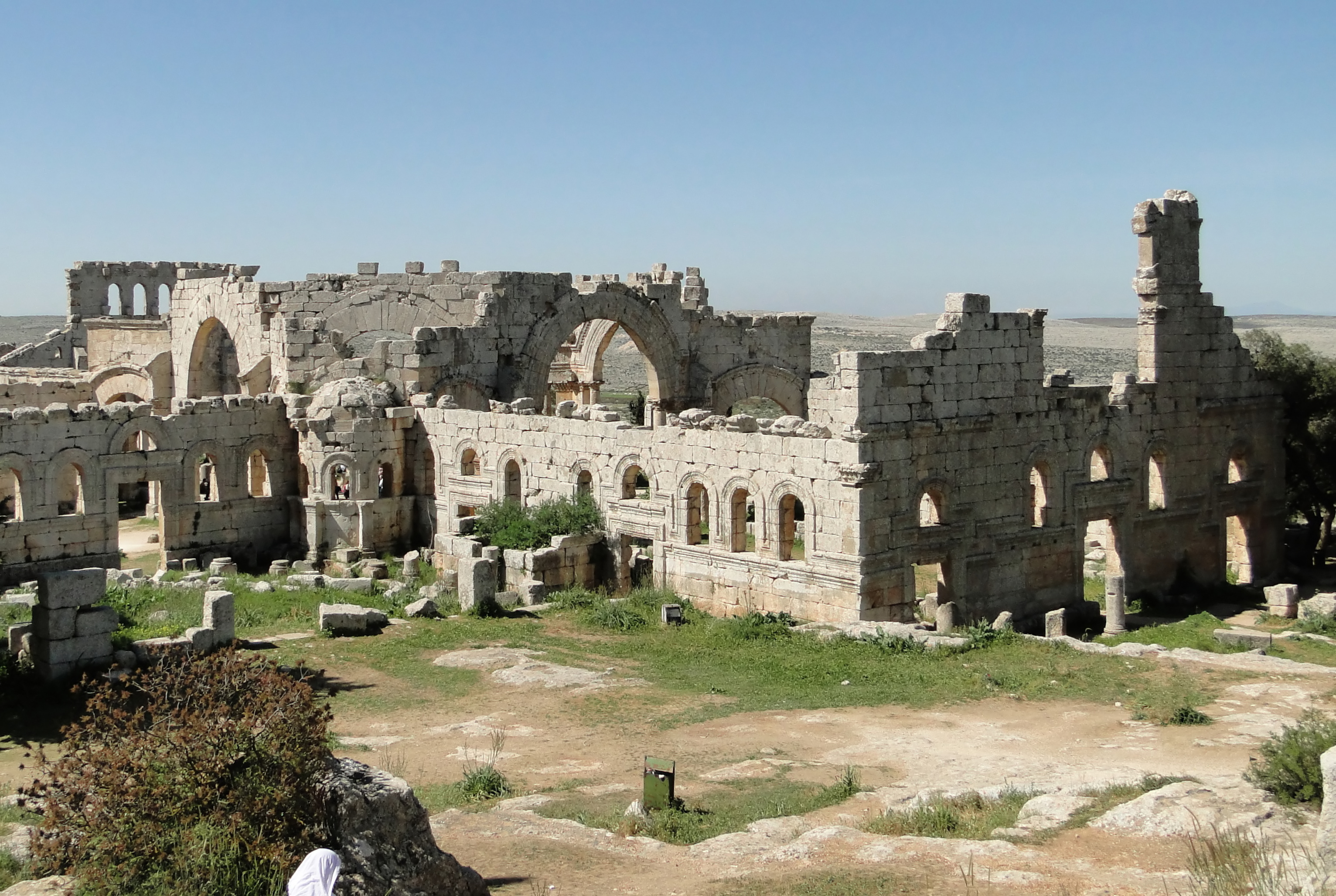
Panorama della chiesa a Qal'at Sim'an
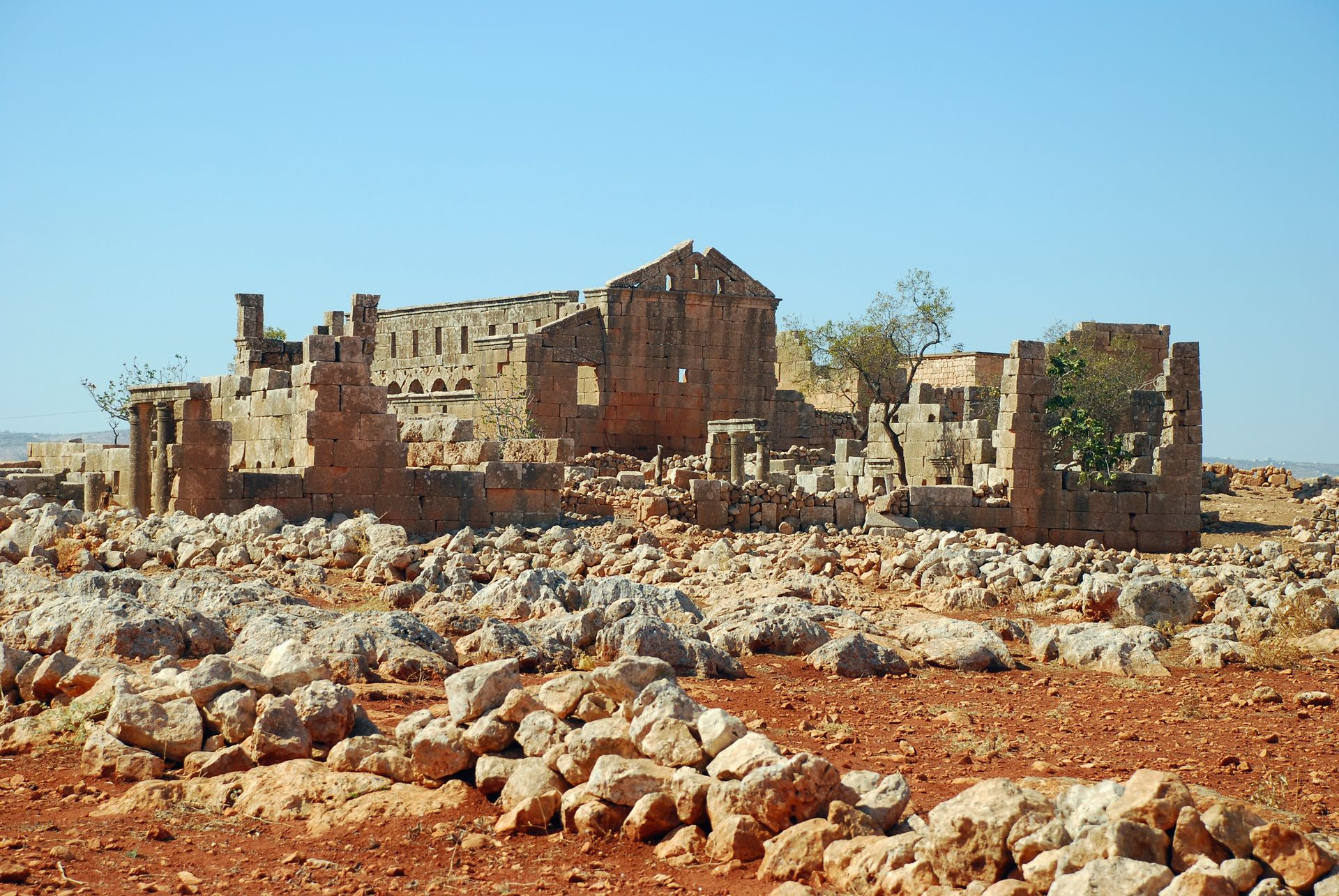
La basilica a Rouweiha
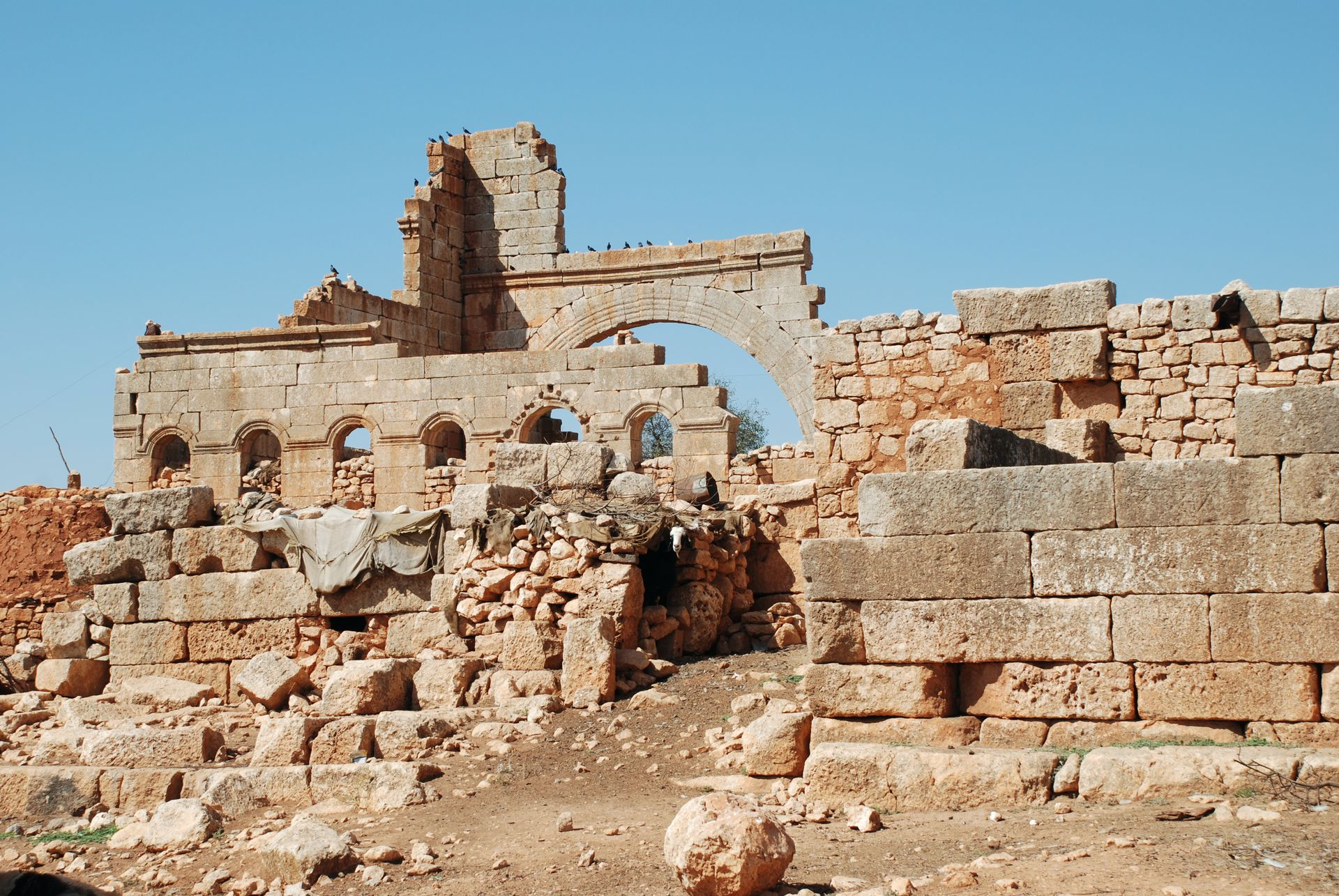
La seconda basilica a Rouweiha
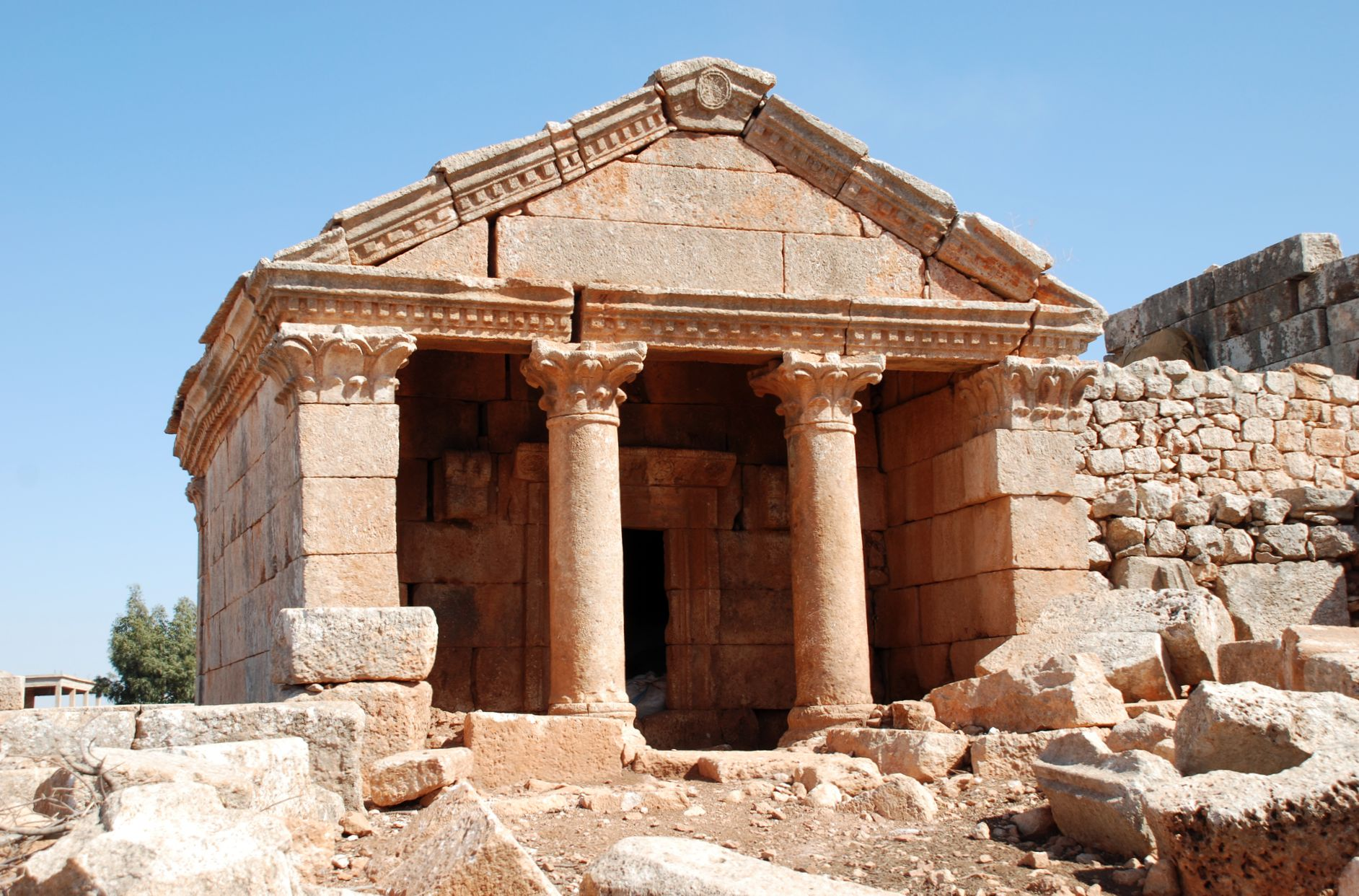
Antica tomba romana a Rouweiha
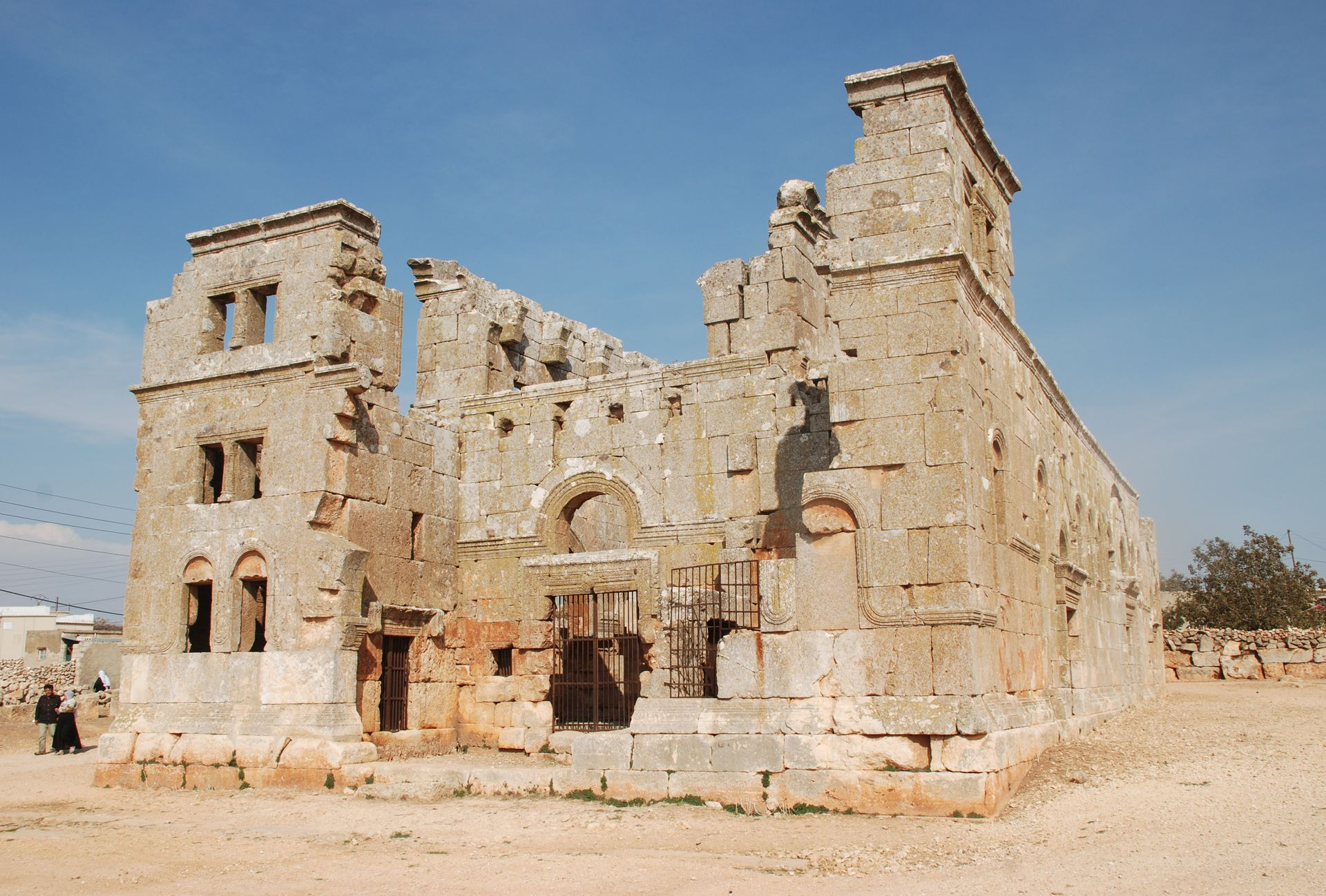
La basilica di Qalb Lozeh
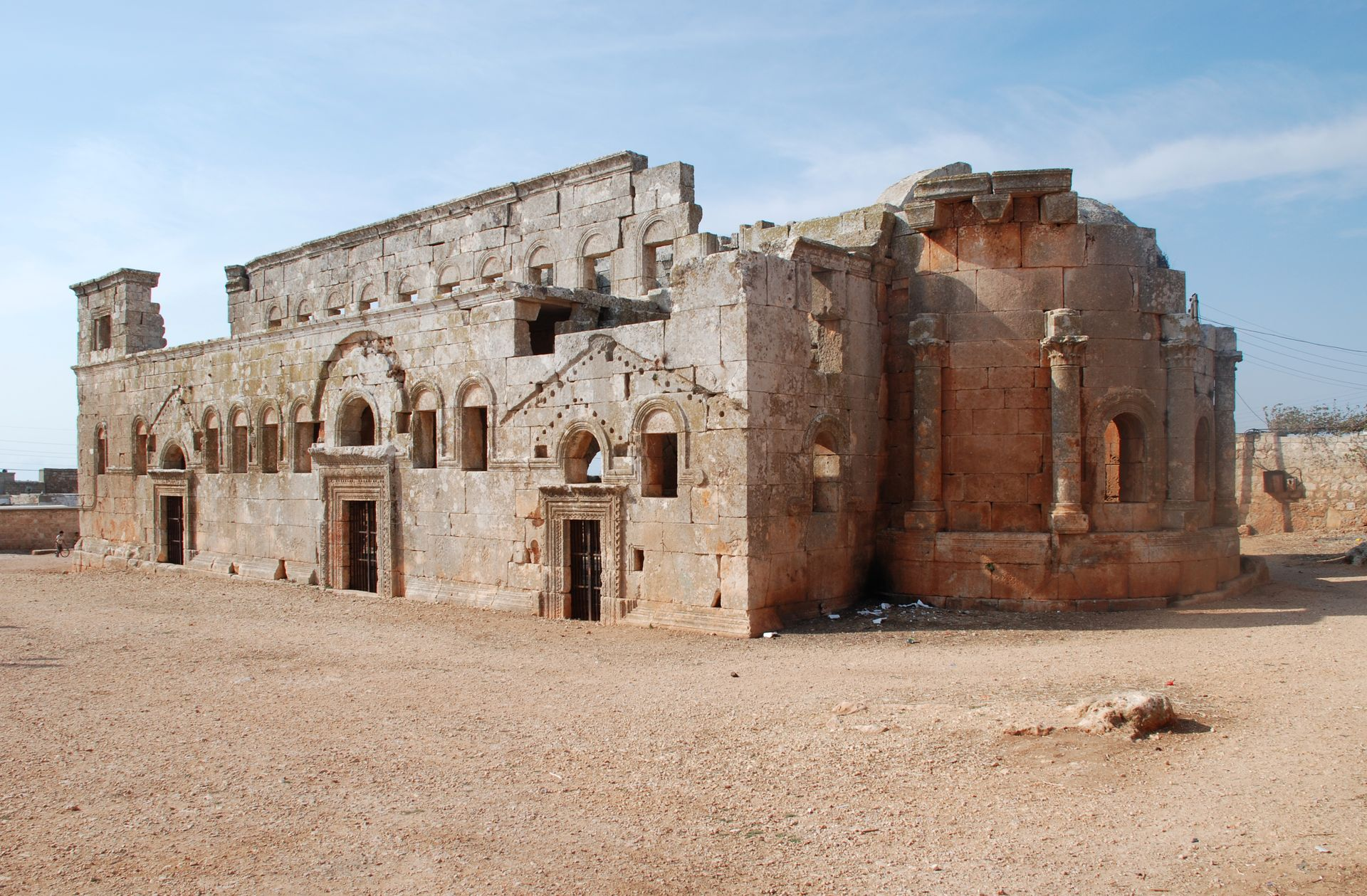
La basilica di Qalb Lozeh